# 김홍도 필 고사인물도
김홍도 필 고사인물도(金弘道 筆 故事人物圖)는 대한민국 서울특별시 성북구 간송미술관에 있는,  조선시대 김홍도가 주희(朱熹), 광무제(光武帝), 왕희지(王羲之), 도연명(陶淵明) 등 중국의 역대 인물들의 일화를 그린 고사도(故事圖)이다. 2018년 2월 22일 대한민국의 보물 제1971호로 지정되었다.

## 개요
‘김홍도 필 고사인물도’는 김홍도가 주희(朱熹), 광무제(光武帝), 왕희지(王羲之), 도연명(陶淵明) 등 중국의 역대 인물들의 일화를 그린 고사도(故事圖)이다. 원래는 병풍형식이었을 것으로 추정되며 비교적 상태가 양호하다. 조선시대 그림의 주제로 자주 차용된 중국의 고전적인 소재를 김홍도가 개성적인 화풍을 망라하여 구현한 작품으로, 산수배경과 인물에 있어 한국적 정취가 실감나게 표현되었다. 중국의 역대 은일자(隱逸者)와 성리학자를 소재로 하여 동아시아 문인들이 애호했던 고사를 조선식으로 창출해 낸 대표작이며, 김홍도 만년의 양식이 집대성된 그림으로 한국회화사에서 차지하는 위상이 큰 작품이다.